# Xalapa (municipalité)
La municipalité de Xalapa est l'une des 212 municipalités de l'État de Veracruz, et est située dans la partie centrale de cet État. Située à l'ouest du golfe du Mexique, la municipalité est assise sur les contreforts de la Sierra Madre orientale, et se trouve à cheval entre deux bassins versants, celui du fleuve Río Antigua au sud-ouest, et celui du fleuve Río Actopan au nord-est. Son chef-lieu est la ville éponyme de Xalapa, qui est également la capitale de l'État de Veracruz. Elle fait partie de la "Zona metropolitana de Xalapa", aire urbaine qui regroupe autour de la ville de Xalapa les municipalités faisant partie de sa sphère d'influence. Elle appartient également à la région administrative de Capital, qui est une des 10 subdivisions administratives de l'État de Veracruz, et qui comprend la capitale étatique.

## Géographie

Emprise de la ville de Xalapa au sein de sa municipalité

La municipalité de Xalapa s'étend d'ouest en est entre les bassins versants du fleuve Río Antigua au sud-est et Río Actopan au nord-est. Elle est bordée au sud-est par la rivière Río Sordo, tributaire du Río Actopan. La rivière Río Sedeño, affluente du Río Actopan, forme pour partie sa limite nord. Assise sur les contreforts de la chaîne de montagnes de la Sierra Madre orientale, son altitude oscille entre 700 et 1600 mètres. Son chef-lieu, la ville éponyme de Xalapa, capitale de l'État de Veracruz, occupe la partie occidentale de son territoire. Ce territoire couvre une superficie de 124,4 km2, et était peuplé en 2020 de 488 531 habitants, pour une densité de 3927,7 habitants par km2.
Cette municipalité fait partie de la Zona metropolitana de Xalapa (es), qui est composée des municipalités de Banderilla, Coatepec, Coacoatzintla, Emiliano Zapata, Xalapa, Jilotepec, Rafael Lucio, Tlalnelhuayocan et Xico, regroupant une population totale de 789 157 habitants.
Elle est limitrophe au nord de celles de Naolinco, de Jilotepec, et de Banderilla, à l'ouest de celles de Tlalnelhuayocan et de Coatepec, et au sud-est de celle de Emiliano Zapata.

## Composition et démographie
La municipalité était composée en 2020 de 63 localités, dont 6 étaient considérées comme urbaines, les autres étant rurales.
| Localité                    | Population |
| --------------------------- | ---------- |
| Xalapa                      | 443 063    |
| Colonia Santa Bárbara       | 13 738     |
| El Castillo                 | 6957       |
| Lomas Verdes                | 6502       |
| Fraccionamiento las Fuentes | 3614       |
| Reste des localités         | 14 657     |
| Population                  | 488 531    |

En plus de l'espagnol, plusieurs langues amérindiennes sont parlées dans la municipalité, dont les principales sont par ordre d'importance : le nahuatl, le totonaque, le zapotèque, et le mazahua, les autres langues étant plus marginales.

## Histoire
Il n'existe pas de preuves de l'existence d'une ville préhispanique pour Xalapa, et la première date certaine est celle de la construction d'un couvent de l'ordre des franciscains en 1534. Xalapa devient paroisse en 1641.
Lors de la création de l'État de Veracruz et la promulgation de la constitution fédérale en 1824, l'occupation par les troupes espagnoles de l'île fortifiée de San Juan de Ulúa, faisant face à la ville de Veracruz, fit que la capitale de l'État fut établie loin des côtes, en sécurité face à une intervention militaire étrangère, à Xalapa[lire en ligne].
La ville devient siège de l'archidiocèse de Xalapa en 1855, avec pour cathédrale l'église de l'Immaculée-Conception.
Le 11 septembre 1944 est fondée l'Université de Veracruz.

## Transports
Xalapa est desservie l'aéroport national El Lencero, qui se trouve sur le territoire de la municipalité voisine d'Emiliano Zapata, située près de la ville de Dos Ríos. Il est géré par la compagnie Aeromar.
Par le chemin de fer, la ville est desservie par le Ferrocarril Interoceánico de México (es), reliant la capitale Mexico au port de Veracruz, en passant par Puebla et Xalapa. Construite au XIXe siècle, la ligne a été gérée par la compagnie nationale Ferrocarriles Nacionales de México jusqu'à sa privatisation en 1995. Elle est depuis gérée par la compagnie Kansas City Southern de México.
Par route, la ville est desservie par les routes fédérales n° 140 et 140D, qui la relient à Veracruz à l'est, et à Puebla, puis Mexico à l'ouest, tandis que la route n° 7, puis la 125, la relient au sud à Córdoba.

## Économie

### Agriculture et élevage
La superficie des parcelles semées représentait en 2019 une surface totale de 1566 hectares, parmi lesquels 990 hectares étaient voués à la culture du caféier, 430 hectares étaient voués à la culture de la canne à sucre, et 127 hectares étaient voués à celle du maïs.
En 2020, la production de viande par tonnes comprenait 29,9 tonnes de viande bovine, 440,4 tonnes de viande porcine, 17,4 tonnes de viande ovine, 4,9 tonnes de viande caprine, 36,6 tonnes de volailles, et 10,1 tonnes de dinde. La superficie vouée à l'élevage représentait alors 4369 hectares.